# Kulla-Gulla på barnhemmet
Kulla-Gulla på barnhemmet är den andra delen av Kulla-Gullaböckerna av Martha Sandwall-Bergström. Den handlar om Kulla-Gullas uppväxt på barnhemmet, och utspelar sig före Kulla-Gulla på Blomgården (1972).

## Handling
En stormig natt när några fiskare var ute till havs fick de syn på ett märkligt fynd. Det var ett litet spädbarn, en flicka, som låg i en korg flytande på en vrakspillra. Eftersom den fattiga fiskarfamiljen inte hade råd att behålla henne måste de överlämna henne till en föreståndarinna på ett barnhem. Enligt broderingen på den lilla flickans särk hette hon Gunilla Beatrice Fredrike, men alla på barnhemmet tyckte att de namnen var för långt att säga, och därför kallade alla henne för Gulla.
När Gulla var sex år kom det en ny flicka vid namn Lotta till samma barnhem. När Lotta var spädbarn hade hon hittats i en låda som hennes fattiga mor hade ställt på trappen till hennes gamla barnhem på andra sidan gatan. Lotta hade hittat en liten övergiven kattunge på gatan samma dag som hon kom till det nya barnhemmet (fast det var strängt förbjudet att ha djur på barnhemmet).
En gång när en flicka vid namn Mia blev förkyld och låg i sin säng, ville hon, Gulla och Lotta att de skulle leka med katten som Lotta ibland hade tagit hand om i smyg. Men plötsligt slet sig katten från dem och råkade välta ner en pyts med svavelsats-smet så att det rann på golvet. Föreståndarinnan blev ursinnig av all uppståndelse och schasade bort katten med kvasten och Lotta (som var den skyldiga) fick stryk.
När Gulla och Lotta fyllde sju år, fick de och tre andra barn lämna barnhemmet och säljas på auktion. De stod utmed väggarna och väntade på att några blivande fosterföräldrar skulle välja ut någon av dem. Först var det en lite för storväxt tant i grön kappa som valde ut Lotta. Efter det var det en herre som hette herr Hermansson som valde ut Gulla. Ute på torget fick Gulla syn på Lotta som stod längst bak i sina fosterföräldrars hästvagn. Gulla satt i herr Hermanssons hästvagn och vinkade farväl till Lotta som såg på henne med tårar i ögonen, medan hennes egen hästvagn försvann någonstans i staden, och de var helt ovetande om de någonsin skulle ses igen.